# Toshinobu Katsuya
Toshinobu Katsuya (勝矢 寿延, Katsuya Toshinobu) est un footballeur japonais né le 2 septembre 1961 dans la préfecture de Nagasaki au Japon.